# Каузатив
Каузати́в (от лат. causa, «причина», англ. causative «причинный»; каузативная деривация, каузативизация) — регулярная с формальной и семантической точки зрения словообразовательная модель. При помощи этой модели от исходного глагола (А) образуют производные глаголы (А’), которые имеют значение «сделать так, чтобы произошло то действие, которое названо». Например, в татарском языке «яб-у» означает «закрывать», тогда как «яп-тыр-у» — «делать так, чтобы закрыл; заставить закрыть». Семантические отношения между производными и исходными глаголами называются каузативными отношениями. В других мировых языках это наиболее распространённая словообразовательная модель. Многие языки могут образовывать каузативную конструкцию от любого глагола, в частности, она присутствует в адыгейском и дагестанских языках, есть в алтайских, уральских, семитских, индейских, во многих австронезийских и африканских языках, а также некоторых индоевропейских.
Тип повышающей актантной деривации, при котором происходит добавление к исходной ситуации участника с ролью агенса (и/или причины). Новый агенс при каузативном глаголе (кауза́тор) занимает позицию подлежащего, прежнее подлежащее понижает свой синтаксический ранг.
Каузативная конструкция предполагает наличие (как минимум) двух ситуаций и обозначает такое отношение между двумя ситуациями A и B, при котором ситуация A приводит к осуществлению ситуации B в реальном или возможных мирах. Говорят также, что новый участник с ролью агенса каузи́рует осуществление ситуации В.
Каузативность относится к универсальным понятийным категориям. В том или ином виде она присутствует почти в каждом языке, отличаются лишь способы её выражения. Морфологический каузатив, образующийся с помощью специализированных морфем, встречается в языках большинства известных языковых семей, хотя существуют языковые ареалы (в частности, славянский), где он почти не обнаруживается. В некоторых языках, где каузатив отсутствует в настоящее время, его следы обнаруживаются в ходе этимологического анализа. Во многих языках, утративших словообразовательный каузатив, возникли регулярные синтаксические каузативные конструкции.

## Средства выражения каузатива

### Морфологические каузативы
В некоторых языках существуют специальные аффиксы, с помощью которых от некаузативных глаголов образуются морфологически производные каузативы.
Морфологический каузатив образован регулярным и продуктивным способом.
Один из наиболее известных в литературе примеров морфологического каузатива даёт турецкий язык. В турецком языке есть суффиксы -t и -dür, которые могут присоединяться практически к любому глаголу и образовывать его каузативный коррелят.
(Примечание: Здесь и далее каузативный показатель обозначен сокращением CAUS.)
| Ali              | Hasan-ı   | öl-dür-dü         |
| Али:NOM          | Гасан-ACC | умирать-CAUS-PAST |
| Али убил Гасана. |           |                   |
| Dışçı      | Hasan-a               | mektub-u           | müdür             | tarafından  | göster-t-ti         |
| Стоматолог | Гасан-DAT             | письмо-ACC         | директор          | посредством | показывать-CAUS-PST |
| Стоматолог | заставил (каузировал) | директора показать | письмо Гасану[8]. |             |                     |
В финском языке представлена продуктивная морфологическая каузативизация, выражающаяся морфемой, имеющей большое количество алломорфов.
| Opettaja | laulattaa             | oppilasta     |
| Учитель  | петь.CAUS.3SG         | ученик.PART   |
| Учитель  | заставил (каузировал) | ученика петь. |
| Minä       | rakennatat-i-n            | talo-n    | työnjohtaja-lla   |
| Я          | строить.CAUS.CAUS-PST-1SG | дом-DO    | менеджер-ADES     |
| Я заставил | менеджера (каузировать)   | кого-либо | построить дом[9]. |
В венгерском языке каузатив образуется с помощью ряда суффиксов (-tat/-tet, -at/-et, -aszt/-eszt и другие).
| A mama   | el-al-tat-ja       | a kis-fi-át         |
| Мама:NOM | PFV-спать-CAUS-OBJ | ребёнок.3Sg-ACC     |
| Мама     | уложила спать      | своего ребёнка[11]. |

### Аналитические каузативы
Помимо морфологических каузативов, в языке встречаются и синтаксически производные каузативы, где смысл каузации выражается вспомогательным словом (чаще, глаголом).
К аналитическим, или синтаксическим, каузативам относится английское make + INF, немецкое lassen + INF, французское faire + INF и др.
- Английский язык:

He works for me.
Он работает на меня.
I make him work for me.
Я заставляю (каузирую) его работать на меня.
- Французский язык:

Jean écrira une lettre au directeur.
Жан напишет письмо директору.
Je ferai écrire une lettre au directeur par Jean.
Я заставлю Жана написать письмо директору.
Причинные конструкции, не образующие единое целое, такие, как англ. cause to + INF, нем. zwingen zu + INF, русск. заставлять + INF, большинство лингвистов не относит к синтаксическим каузативам. Они создают семантическую структуру, обозначающую два независимых события, и в этом отношении напоминают полипредикативные конструкции.
Морфологические каузативы и аналитические каузативы образуют в совокупности класс грамматических каузативов, противопоставляемых лексическим каузативам.

### Лексические каузативы
Многие непроизводные переходные глаголы содержат компонент каузировать в своём означаемом. Подобные каузативы называют лексическими. В таких случаях язык использует отдельную лексическую единицу для обозначения каузативности.
Лексический каузатив образован непродуктивным способом и чаще всего выражает непосредственную каузацию, в отличие от грамматического каузатива, обычно обозначающего каузацию опосредованную. Он предполагает единство времени и места для акта каузации и каузируемой ситуации.
Кроме того, лексическими каузативами считаются также те морфологически производные глаголы, которые образованы с помощью непродуктивных и нерегулярных морфологических средств, и значение которых подверглось фразеологизации.
В русском языке к лексическим каузативам относятся такие глаголы, как резать {X определённым способом каузирует, что Y становится разделённым на части}, убивать {X каузирует, что Y умирает}, класть {X каузирует, что Y лежит}, открывать {X каузирует, что Y открывается} и другие.
Примеры лексических каузативов в английском языке:
rise — raise (подниматься — поднимать что-то)
eat — feed (есть — кормить)
lie — lay (лежать — класть)
Примеры лексических (непродуктивных) каузативов в японском:
магару повернуть → магэру сгибать
коварэру быть сломанным → ковасу сломать
Встречаются глагольные лексемы, у которых каузативное и некаузативное значение выражаются одной и той же формой. Их называют лабильными глаголами. Так, английские глаголы open (открывать/открываться) и move (двигать/двигаться) могут использоваться и как переходные, и как непереходные.

## Семантика каузативных глаголов

### Семантические типы каузативов

#### Дистантная и контактная каузация
Контактная каузация подразумевает прямую связь каузирующего и каузируемого субъектов. Каузатор совершает с каузируемым физические действия, приводящие к осуществлению каузируемой ситуации. При дистантной каузации имеет место опосредованная связь между каузирующим субъектом и каузируемым состоянием, при которой актуализируется большая или меньшая самостоятельность каузируемого субъекта в принятии им (или непринятии) состояния. Пространственно-временные параметры каузирующего и каузируемого событий могут отличаться. При контактной каузации они частично или полностью совпадают.
Мансийский:
ūnt(u) (сесть) — ūnt-t(u) (усаживать) — iint-t-u-pt(a)- (попросить сесть)
Коми-зырянский:
puk (сесть) — puk-t- (укладывать) — puk-öd (каузировать сесть)
Руанда:
shyúuh- (греться) — shyúuhy (конт. каузатив) — shyúuhiish- (дист. каузатив)
ambuk- (греться) — ambuts- (конт. каузатив) — ambukiish- (дист. каузатив)

#### Фактитивная и пермиссивная каузация
При фактитивной каузации первоисточником или единственным источником изменений является каузирующий субъект: я велел ему прийти, я позвал его, я закрыл дверь. При пермиссивной каузации первоисточником этих изменений является каузируемый субъект, и роль каузирующего субъекта сводится к допущению этих изменений или препятствованию им: я разрешил ему прийти, я не впустил его, он не дал двери закрыться. За этими двумя основными значениями скрывается широкий диапазон частных видов каузации — от физического приведения каузатором каузируемого субъекта в определённое состояние до непрепятствования действию по неведению, невниманию, халатности или неспособности воспрепятствовать.
Несколько отдельно от фактитивного и пермиссивного значений, но ближе к последнему, стоит значение «ассистивности» (или помощи), присущее, например, каузативным аффиксам в зулусском и грузинском языках. Также выделяют такие каузативные показатели со значением опосредованной каузации, как «рогатив» (просьба), «декларатив» и другие.

### Двойной каузатив
В самых разных языках допустима вторичная каузативная деривация — каузация каузации, когда каузативные глаголы образуются путём прибавления каузативной морфемы к каузативным же глаголам.
Пурепеча (тараскский):
| Valeria        | urhu-ra-tara-s-ti          | tsiri-ni         | Eratzini-ni | Yuyani-ni. |
| Валерия:NOM    | молоть-CAUS-CAUS-PRF-IND.3 | зерно-OBJ        | Эратзин-OBJ | Уяни-OBJ   |
| Валерия велела | Эратзину заставить Уяни    | молоть зерно[3]. |             |            |
В языках встречаются различные комбинации первого и второго каузативного аффикса: вторичное присоединение того же аффикса полностью; присоединение нового аффикса; присоединение только тех элементов второго афикса, которые не совпадают с первым аффиксом.

### Каузатив в русском языке
В русском языке регулярной продуктивной каузативной модели, образующей новую конструкцию напрямую от глагола, нет; зачастую подобные конструкции обусловлены не словообразованием, а семантикой каузативной ситуации.
Папа велел маме заставить Васю сделать уроки.
Тем не менее в русском языке всё же существуют глаголы и глагольные формы, связанные между собой казуативным отношением: «мёрзнуть — морозить», «сохнуть — сушить», «обездвижеть — обездвижить», «обездвиживаться — обездвиживать» и т. п., существование которых объясняет историческая грамматика.

## Декаузатив
Обратным к каузативизации является процесс декаузативизации (антикаузативации): ситуация, которая исходно представлялась как агентивная, преобразуется в некаузированную ситуацию, которая не имеет внешнего агенса и происходит как бы «сама по себе».
В отличие от морфологического каузатива, в индоевропейских языках морфологический декаузатив (антикаузатив) представлен очень широко.
Во французском языке, например, имеется аналитический декаузатив, показателем которого служит рефлексивная клитика:
briser (разбивать) — se briser (разбиваться)
plier (гнуть) — se plier (гнуться)
В русском языке картина практически сходная, только показателем рефлексива служит суффикс -ся:
Новости обрадовали Петю.
Петя обрадовал-ся.
Декаузативы не обязательно являются морфологическими производными от каузативов (как в русском языке). В языке могут иметься одновременно и каузативный, и декаузативный показатель, как, например, в языках догон.
Показатель декаузатива часто совпадает с показателем рефлексива. Причина этого совпадения является семантической (в обоих случаях отсутствует отдельный от основного субъекта агентивный участник).

## Формальные отношения в каузативно-декаузативных парах
Типы формальных отношений в парах каузативного и декаузативного глаголов можно резюмировать следующим образом:
- Супплетивизм: используются разные корни

русский: умереть — убить
- Эквиполентные оппозиции: в каждом из двух случаев используются собственные показатели

хакасский: ügr-en (учиться) — ügr-et (учить)
- Лабильность: одна лексема имеет и каузативное, и декаузативное значение

русский: лить (я лью воду в кастрюлю — из трубы льёт вода)
- Маркирован каузатив:

санскрит: jan-ati (рождается) — jan-ay-ati (рождает)
- Маркирован декаузатив:

русский: разбить — разбить-ся

## Каузатив и залог
Несмотря на то что формы залога и формы каузатива часто образуются с помощью одних и тех же показателей, нельзя рассматривать каузатив как один из залогов. Существует по крайней мере четыре свойства каузатива, отличающие его от залоговых форм:
- Залог не меняет денотативного значения исходного глагола. Залоговые преобразования изменяют только прагматическую интерпретацию ситуации, ее коммуникативную перспективу. Напротив, определяющим признаком актантной деривации, частным случаем которой является образование каузативов, являются именно семантические преобразования исходной структуры.
- В языках, обладающих и залогом, и каузативом, формы залога не фразеологизуются (или, по крайней мере, совсем редко); каузативы же фразеологизуются гораздо чаще.
- Различные залоги не могут сочетаться друг с другом в пределах одной словоформы; в ряде языков каузатив может сочетаться с залогами.
- Залог никогда не выражается в словоформе дважды, тогда как двойные каузативы вполне распространены.